# Лунка-де-Сус (комуна)
Лунка-де-Сус (рум. Lunca de Sus) — комуна у повіті Харгіта в Румунії. До складу комуни входять такі села (дані про населення за 2002 рік):
- Ізворул-Тротушулуй (741 особа)
- Валя-Гирбя (587 осіб)
- Валя-Угра (589 осіб)
- Коміат (425 осіб)
- Лунка-де-Сус (651 особа) — адміністративний центр комуни
- Пелтініш-Чук (431 особа)

Комуна розташована на відстані 232 км на північ від Бухареста, 21 км на північний схід від М'єркуря-Чука, 142 км на південний захід від Ясс, 100 км на північ від Брашова.

## Населення
За даними перепису населення 2002 року у комуні проживали 3424 особи.
Національний склад населення комуни:
| Національність | Кількість осіб | Відсоток |
| -------------- | -------------- | -------- |
| угорці         | 3326           | 97,1%    |
| румуни         | 98             | 2,9%     |

Рідною мовою назвали:
| Мова      | Кількість осіб | Відсоток |
| --------- | -------------- | -------- |
| угорська  | 3329           | 97,2%    |
| румунська | 95             | 2,8%     |

Склад населення комуни за віросповіданням:
| Релігія       | Кількість осіб | Відсоток |
| ------------- | -------------- | -------- |
| римо-католики | 3325           | 97,1%    |
| православні   | 84             | 2,5%     |
| реформати     | 13             | 0,4%     |
| унітарії      | 2              | 0,1%     |